# Asociación Nacional del Arma
La Asociación Nacional del Arma de España (ANARMA) es una organización española sin ánimo de lucro que defiende la tenencia y el uso recreativo de armas de fuego por parte de ciudadanos respetuosos de la ley (y residentes extranjeros) bajo la legislación nacional. Dado que la legislación actual es restrictiva por naturaleza, el mayor esfuerzo se centra en la adaptación de las leyes nacionales a la directiva de la UE y en la defensa de los derechos de los propietarios de armas por medios legales. Dado que la legítima defensa no se considera motivo suficiente para adquirir una licencia de armas de fuego (obligatoria para todas las armas y actividades conexas), los principales colectivos representados por la asociación son tiradores de precisión y prácticos, cazadores y coleccionistas de armas.

## Historia
La Asociación Nacional de Armas se fundó en 2003, después de que un proyecto de ley amenazara con introducir modificaciones significativas a las regulaciones de armas de fuego (las armas de fuego se rigen por regulaciones especiales en lugar de ley estatutaria). Aunque la iniciativa ganó una buena parte de la aceptación en sus inicios, el hecho de que el proyecto de ley nunca se sometiera a votación, así como los conflictos internos, provocaron su casi disolución.
El resurgimiento de la asociación se produjo en 2010, tras la presentación de un nuevo proyecto de ley que introducía importantes modificaciones en el reglamento de armas, lo cual movilizó a los principales grupos afectados. La implicación de la asociación en el proceso que condujo a la desestimación de la mayoría de estas modificaciones, así como su papel protagonista en la retirada de otro proyecto de ley, esta vez sobre municiones y materiales pirotécnicos, ayudó a ganar popularidad entre su público objetivo.

## Objetivos
Según su acta de constitución, la Asociación Nacional de Armas tiene dos objetivos principales: representar a la intereses de sus miembros y la defensa de sus derechos, por un lado, y la sensibilización de la ciudadanía, así como de las instituciones, respecto de las diversas facetas de las actividades relacionadas con las armas de fuego.
La asociación argumenta que las autoridades españolas ignoran su obligación constitucional de impulsar las actividades deportivas recreativas, incluidas las relacionadas con las armas de fuego. Otro argumento sostiene que la legislación actual, por no hablar de las modificaciones propuestas, no cumple con la normativa de la UE. La asociación también defiende la conservación del patrimonio nacional, desde las armas de fuego fabricadas en España, hasta los oficios artesanales y artesanos afines como la forja de espadas, considerada casi extinguida.
La Asociación Española de Armas no está asociada a ningún partido político u organización paraguas, principalmente porque, a diferencia de otras organizaciones de su tipo, no operaría como un lobby. Esto es posible por el hecho de que los fabricantes de armas de fuego, a pesar de que muchos son miembros de ANARMA, normalmente están representados formalmente por otras asociaciones profesionales, que protegen sus intereses comerciales. La financiación de la asociación proviene de las cuotas de los miembros y la venta de artículos promocionales.

## Colaboración internacional
La Asociación Nacional de Armas es miembro de la Fundación de Sociedades Europeas de Coleccionistas de Armas (FESAC por sus siglas en francés), que desempeñó un papel importante en la elaboración de la política europea sobre leyes de armas.
El 30 de abril de 2012, ANARMA se convirtió en miembro de pleno derecho de la Asociación Internacional para la Protección de los Derechos de Armas de los Civiles.
Se ha informado que la National Rifle Association of America fue el asesor principal durante la restauración de ANARMA a fines de 2010.[cita requerida]